# Rocky Elsom
Rocky Dan Elsom (Melbourne, 14 de febrero de 1983) es un jugador australiano de rugby que se desempeña como ala.

## Biografía
Criado en Noosa en la Sunshine Coast, Queensland, Elsom es uno de los jugadores más ilustres de Rugby de Australia. Elsom ha jugado más de 50 veces por Australia y cuenta con más de 80 partidos de Super rugby con los Waratahs (NSW) 2003-08 y los Brumbies (ACT) en 2010. También tiene 22 partidos con Leinster (Irlanda), los cuales jugó en la temporada 2009-10. Después de haber ganado el Herald Super 14 por ser el jugador del año en 2007, el Wallaby del año en 2008, Jugador Europeo del Año en 2009 y ser incluido en el Salón de la Fama de la Copa de Europa en 2010, el poderoso de Australia ha ganado una reputación por su desempeño en grandes eventos. Conocido por su dominio físico y su capacidad atlética, Elsom ha sido calificado por muchos como uno de los mejores Flankers Blindside del mundo.
Elsom fue un jugador habitual por Australia desde su debut en 2005 frente a Samoa hasta su salida para Irlanda. La Unión Australiana de Rugby (ARU por su sigla en inglés) tiene una rígida política de permitir que sólo los jugadores de Super Rugby puedan representar al país. Fue restaurado de inmediato a la configuración del equipo nacional una vez que volvió a firmar con la ARU después de la temporada 2008-09 del norte. Como producto de la universidad de Brisbane Nudgee, representó a Australia en la Sub-16 de nivel en 1999 y en las escuelas de Australia en el año 2000 antes de ser escogido por NRL club de los Bulldogs, donde pasó las siguientes dos temporadas. Tras su regreso a la Unión de Rugby en 2003, Elsom figuró por los Waratahs en los últimos tres años de la Super 12 antes de hacer su debut Wallaby. En 2007 Elsom fue nombrado capitán de los Waratahs en ausencia de Phil Waugh.